# Klädpoker
Klädpoker är ett pokerspel som går ut på att få motspelarna nakna. Man spelar en variant av poker som kallas för 5-card Draw. Efter avslutat spelomgång måste förloraren tar av sig kläderna ett plagg i taget per förlorad hand. Den som sedan sitter naken, har förlorat spelet. . Det kan spelas både i verkliga livet eller elektroniskt; det första klädpokerdatorspelet skrevs av den tyske speldesignern Dieter Eckhardt i slutet av 1970-talet med datorer som tillhörde ett astronomiskt observatorium i närheten av Düsseldorf.

## Regler
Spelet kan genomföras med vilken pokervariant som helst. Från början ser man vanligtvis till att alla har lika många plagg på sig, alternativt att kvinnliga deltagare har ett plagg mer än manliga. Det finns ett flertal sätt pokerreglerna kan utvecklas till klädpoker. Till exempel, i slutet av varje giv:
- Måste spelaren med den sämsta handen ta av sig ett plagg
- Måste spelaren som förlorade mest pengar ta av sig ett plagg
- Tar spelaren med den bästa handen av det åt honom eller henne
- Får spelaren med den bästa handen välja vem som ska förlora ett plagg
- Förlorar alla spelare utom vinnaren ett plagg. Notera att det här ger en kort spelomgång, om inte nakna spelare tvingas utföra saker när de förlorar, så att spelet fortsätter även när spelarna blir nakna.
- Alternativt måste en spelare som spelar bort alla marker köpa till sig ett visst antal nya för ett klädesplagg.
  - Om spelare tillåts "köpa tillbaka" kläder när de får mer marker kan detta resultera i nollsummespel. (Med två personer resulterar detta i att bara en av dem saknar kläder.) Om det däremot inte är tillåtet att "köpa tillbaka" stiger nakenheten hela tiden.
  - I stället för att ha samma värde för alla klädesplagg tillåter vissa regler ett varierat värdesystem där plagg som täcker en spelares viktiga erogena zoner har högsta värde. (BH och trosor hör högre värde än sandaler eller klackskor.)

Som en ytterligare variant kan spelare som har förlorat alla kläder och därmed blivit helt nakna behöva utföra sexakter.

## Antal plagg
Eftersom kvinnor har två plagg som täcker "hemliga ställen" och män bara har ett så kan det vara rättvist att kvinnor börjar med ett plagg mer på sig. Man kan tillämpa olika varianter av detta. Av artighet låter många killar tjejerna välja vilken variant som ska gälla.
- Kvinnliga spelare börjar med ett plagg mer än manliga. Båda slutar när de är nakna.
- Alla deltagare börjar med samma antal plagg, men kvinnor slutar när de har bara trosorna kvar, medan män inte slutar förrän de är nakna.